# Fornjot (měsíc)
Fornjot (též nazývaný Saturn XLII) je malý měsíc který obíhá planetu Saturn. Jeho objev byl zaznamenán 4. května 2005 vědeckým týmem, jehož členy byli Scott S. Sheppard, David C. Jewitt, Jan Kleyna a Brian G. Marsden. Nalezen byl během pozorování provedených mezi 12. prosincem 2004 a 11. březnem 2005. Po svém objevu dostal dočasné označení S/2004 S 8. V dubnu 2007 byl nazván Fornjot, po mytologickém obrovi jménem Fornjót z norské mytologie.

## Skupina
Fornjot patří do skupiny Saturnových měsíců nazvaných Norové.

## Vzhled měsíce
Předpokládá se, že průměr měsíce Fornjot je přibližně 6 kilometrů (odvozeno z jeho albeda).

## Oběžná dráha
Fornjot obíhá Saturn po retrográdní dráze v průměrné vzdálenosti 23,6 milionů kilometrů. Oběžná doba je 1354 dní.